# 阿肯色州行政区划
阿肯色州共有75個縣。阿肯色州和密西西比州擁有最多含有兩個县城的縣，共10個。
根据2020年美国人口普查的数据，阿肯色州共有3,013,756人，而平均每个县拥有40,184人，其中普瓦斯基縣以399,125人高居榜首，卡爾霍恩縣则仅有4,733人，是全州人口最少的县。平均每个县的面积为1,836平方公里。最大的是2,690平方公里的猶尼昂縣，最小的是1,360平方公里的拉法葉縣。
阿肯色州的縮寫為AR，而該州的FIPS代碼是05，与县代码结合使用时写成05XXX。该代码是联邦政府用来区分各州和各县的唯一识别码。所有的代码将链接至该县最近的一次人口普查数据。

## 縣份列表
| 县           | FIPS代码 | 縣治                     | 成立           | 起源                                                                     | 辭源 | 人口    | 面积                               | 地图                         |
| ------------ | -------- | ------------------------ | -------------- | ------------------------------------------------------------------------ | --- | ------- | ---------------------------------- | ---------------------------- |
| 阿肯色縣     | 001      | 斯圖加特和迪威特         | 1813年12月13日 | 新設的縣                                                                 | 夸保印第安人的其中一種變異發音 | 17,149  | 1,033.79平方英里 （2,678平方公里） | 標示出阿肯色縣位置的地圖     |
| 阿什利縣     | 003      | 漢堡                     | 1848年11月30日 | 奇科特縣、德魯縣和猶尼昂縣                                               | 切斯特·阿什利 （1790–1848），阿肯色州美国参议院議員 （1844–1848）                                                                                    | 19,062  | 939.08平方英里 （2,432平方公里）   | 標示出阿什利縣位置的地圖     |
| 巴克斯特縣   | 005      | 山家                     | 1873年3月24日  | 富爾頓縣、伊澤德縣、馬里昂縣和猶尼昂縣                                   | 埃麗莎·巴克斯特 （1827–1899），第十任阿肯色州州長 （1873–1874）                                                                                      | 41,627  | 586.74平方英里 （1,520平方公里）   | 標示出巴克斯特縣位置的地圖   |
| 本頓縣       | 007      | 本頓維爾                 | 1836年9月30日  | 華盛頓縣                                                                 | 密苏里州联邦参议员汤玛斯·哈特·本顿 （1782–1858） | 284,333 | 884.86平方英里 （2,292平方公里）   | 標示出本頓縣位置的地圖       |
| 布恩縣       | 009      | 哈里森                   | 1869年4月9日   | 卡洛爾縣和馬里昂縣                                                       | 有些歷史學家認為該縣得名自丹尼爾·布恩 （1734–1820），一名美國拓荒者                                                                                  | 37,373  | 601.82平方英里 （1,559平方公里）   | 標示出布恩縣位置的地圖       |
| 布拉德利縣   | 011      | 沃倫                     | 1840年12月18日 | 猶尼昂縣                                                                 | 休伊·布拉德利 （1783–1854），1812年战争時的一名士兵及阿肯色州早期的開拓者                                                                            | 10,545  | 654.38平方英里 （1,695平方公里）   | 標示出布拉德利縣位置的地圖   |
| 卡爾霍恩縣   | 013      | 漢普頓                   | 1850年12月6日  | 達拉斯縣和沃希托縣                                                       | 约翰·卡德威尔·卡尔霍恩（1782–1850），第七任美国副总统（1825-1832）及來自南卡罗来纳州的美国参议院議員                                                 | 4,733   | 632.54平方英里 （1,638平方公里）   | 標示出卡爾霍恩縣位置的地圖   |
| 卡洛爾縣     | 015      | 貝里維爾和尤里卡斯普林斯 | 1833年11月1日  | 伊澤德縣和麥迪遜縣                                                       | 查尔斯·卡罗尔（1737–1832），《美國獨立宣言》簽署者中唯一的天主教徒及最晚去世者                                                                       | 28,260  | 638.81平方英里 （1,655平方公里）   | 標示出卡洛爾縣位置的地圖     |
| 奇科特縣     | 017      | 萊克村                   | 1823年10月15日 | 阿肯色縣                                                                 | 位於密西西比河上的奇科特點 | 10,208  | 690.88平方英里 （1,789平方公里）   | 標示出奇科特縣位置的地圖     |
| 克拉克縣     | 019      | 阿卡德爾菲亞             | 1818年12月15日 | 阿肯色縣                                                                 | 威廉·克拉克 (1770–1838)，密苏里领地的探險家及州長 | 21,446  | 882.60平方英里 （2,286平方公里）   | 標示出克拉克縣位置的地圖     |
| 克萊縣       | 021      | 皮哥特和科寧             | 1873年3月24日  | 阿肯色縣和格林縣（此縣原名為克萊頓縣，直至1875年才改為現稱）             | 約翰·M·克萊頓，阿肯色州美国参议院議員；後來為了避免與鮑威爾·克萊頓混淆而簡化縣名為克萊縣                                                             | 14,552  | 641.42平方英里 （1,661平方公里）   | 標示出克萊縣位置的地圖       |
| 克利本縣     | 023      | 赫伯斯普林斯             | 1883年2月20日  | 懷特縣、范布倫縣和獨立縣                                                 | 帕特里克·克利本 (1828–1864)，美國聯盟國將軍，於南北战争期間陣亡                                                                                      | 24,711  | 591.91平方英里 （1,533平方公里）   | 標示出克利本縣位置的地圖     |
| 克里夫蘭縣   | 025      | 賴森                     | 1873年4月17日  | 布拉德利縣、達拉斯縣、傑佛遜縣（此縣原名為多西縣，直至1885年才改為現稱） | 格罗弗·克利夫兰 (1837–1908)，美國第二十二及二十四任總統 (1885–1889，1893–1897)（史蒂芬·華萊士·多西 (1842–1916)，阿肯色州美国参议院議員 (1873–1879)） | 7,550   | 598.80平方英里 （1,551平方公里）   | 標示出克里夫蘭縣位置的地圖   |
| 哥倫比亞縣   | 027      | 木蘭                     | 1852年12月17日 | 拉法葉縣、亨普斯特德縣和沃希托縣                                         | 哥倫比亞，美利堅合眾國的早期名稱之一 | 22,801  | 766.86平方英里 （1,986平方公里）   | 標示出哥倫比亞縣位置的地圖   |
| 康韋縣       | 029      | 莫里爾頓                 | 1825年10月20日 | 普瓦斯基縣                                                               | 亨利·華頓·康韋 (1793–1827)，阿肯色領地時期的美国众议院議員 (1823–1827)                                                                               | 20,715  | 566.66平方英里 （1,468平方公里）   | 標示出康韋縣位置的地圖       |
| 克雷格黑德縣 | 031      | 瓊斯伯勒和萊克城         | 1859年2月19日  | 密西西比縣、格林縣和波因塞特縣                                           | 湯瑪斯·克雷格黑德 (1798–1862)，一名堅決反對建立該縣的阿肯色州参议院議員                                                                              | 111,231 | 712.98平方英里 （1,847平方公里）   | 標示出克雷格黑德縣位置的地圖 |
| 克勞福德縣   | 033      | 范布倫                   | 1820年10月18日 | 普瓦斯基縣                                                               | 威廉·H·克劳福德 (1772–1834)，美国财政部长 (1816–1825)及美国战争部长 (1815–1816)                                                                      | 60,133  | 604.20平方英里 （1,565平方公里）   | 標示出克勞福德縣位置的地圖   |
| 克里滕登縣   | 035      | 馬里昂                   | 1825年10月22日 | 菲利普斯縣                                                               | 羅伯特·克里滕登 (1793–1827)，阿肯色领地州長 | 48,163  | 636.74平方英里 （1,649平方公里）   | 標示出克里滕登縣位置的地圖   |
| 克羅斯縣     | 037      | 威恩                     | 1862年11月15日 | 聖弗朗西斯縣、波因塞特縣和克里滕登縣                                     | 大衛·C·克羅斯，南北战争時期美利堅聯盟國期的一名士兵及當地的政治家                                                                                    | 16,833  | 622.33平方英里 （1,612平方公里）   | 標示出克羅斯縣位置的地圖     |
| 達拉斯縣     | 039      | 福代斯                   | 1845年1月1日   | 克拉克縣和布拉德利縣                                                     | 喬治·M·達拉斯 (1792–1864)，第十一任美国副总统 (1845–1849)                                                                                            | 6,482   | 668.16平方英里 （1,731平方公里）   | 標示出達拉斯縣位置的地圖     |
| 迪沙縣       | 041      | 阿肯色城                 | 1838年12月12日 | 阿肯色縣、猶尼昂縣、阿肯色縣和林肯縣                                     | 本傑明·迪沙，1812年战争時期的一名士兵 | 11,395  | 819.52平方英里 （2,123平方公里）   | 標示出迪沙縣位置的地圖       |
| 德魯縣       | 043      | 蒙蒂塞洛                 | 1846年11月26日 | 布拉德利縣、奇科特縣、迪沙縣和猶尼昂縣                                   | 湯瑪斯·史蒂文森·德魯 (1802–1879)，第三任阿肯色州州長 （1844–1849）                                                                                   | 17,350  | 835.65平方英里 （2,164平方公里）   | 標示出德魯縣位置的地圖       |
| 福克納縣     | 045      | 康威                     | 1873年4月12日  | 普瓦斯基縣和康韋縣                                                       | 桑福德·福克納 （1806–1874），南北战争時期美利堅聯盟國期的一名士兵及阿肯色旅遊者曲的作曲家                                                            | 123,498 | 664.01平方英里 （1,720平方公里）   | 標示出福克納縣位置的地圖     |
| 富蘭克林縣   | 047      | 奧札克和查爾斯頓         | 1837年12月19日 | 克勞福德縣和約翰遜縣                                                     | 本傑明·富蘭克林 （1706-1790），美國開國元勳 | 17,097  | 619.69平方英里 （1,605平方公里）   | 標示出富蘭克林縣位置的地圖   |
| 富爾頓縣     | 049      | 塞勒姆                   | 1842年12月21日 | 伊澤德縣和勞倫斯縣                                                       | 威廉·塞文·富爾頓 （1795-1844），阿肯色领地的最後一任州長                                                                                             | 12,075  | 620.32平方英里 （1,607平方公里）   | 標示出富爾頓縣位置的地圖     |
| 加蘭縣       | 051      | 溫泉城                   | 1873年4月5日   | 蒙哥馬利縣、溫泉縣和薩林縣                                               | 奧古斯都·希爾·加蘭 （1832-1899），美国参议院議員員及第十一任阿肯色州州長 （1874-1877）                                                               | 100,180 | 734.57平方英里 （1,903平方公里）   | 標示出加蘭縣位置的地圖       |
| 格蘭特縣     | 053      | 謝里敦                   | 1869年2月4日   | 傑佛遜縣、溫泉縣和薩林縣                                                 | 尤利西斯·辛普森·格兰特 （1822-1885），美国第十八任总统 (1869-1877)                                                                                   | 17,958  | 633.01平方英里 （1,639平方公里）   | 標示出格蘭特縣位置的地圖     |
| 格林縣       | 055      | 帕拉固德                 | 1833年11月5日  | 勞倫斯縣和蘭道夫縣                                                       | 彌敦內爾·格林（1742-1786），美國獨立戰爭上將 | 45,736  | 579.65平方英里 （1,501平方公里）   | 標示出格林縣位置的地圖       |
| 亨普斯特德縣 | 057      | 霍普                     | 1818年12月15日 | 阿肯色縣                                                                 | 愛德華·亨普斯特德 （1780-1817），來自密苏里领地的美国众议院議員                                                                                      | 20,065  | 741.36平方英里 （1,920平方公里）   | 標示出亨普斯特德縣位置的地圖 |
| 溫泉縣       | 059      | 馬耳威恩                 | 1829年11月2日  | 克拉克縣和蒙哥馬利縣                                                     | 縣內的天然溫泉 | 33,040  | 622.16平方英里 （1,611平方公里）   | 標示出溫泉縣位置的地圖       |
| 霍華德縣     | 061      | 納什維爾                 | 1873年4月17日  | 派克縣、亨普斯特德縣、波爾克縣和塞維爾縣                                 | 詹姆斯·H·霍華德，阿肯色州参议院議員 | 12,785  | 595.20平方英里 （1,542平方公里）   | 標示出霍華德縣位置的地圖     |
| 獨立縣       | 063      | 貝茨維爾                 | 1820年10月20日 | 勞倫斯縣                                                                 | 美國獨立宣言 | 37,938  | 771.57平方英里 （1,998平方公里）   | 標示出獨立縣位置的地圖       |
| 伊澤德縣     | 065      | 墨爾本                   | 1825年10月25日 | 獨立縣、克勞福德縣和富爾頓縣                                             | 喬治·伊澤德 （1776-1828），阿肯色领地州長及1812年战争時期的一名上將                                                                                  | 13,577  | 584.02平方英里 （1,513平方公里）   | 標示出伊澤德縣位置的地圖     |
| 傑克遜縣     | 067      | 紐波特                   | 1829年11月5日  | 勞倫斯縣和聖弗朗西斯縣                                                   | 安德鲁·杰克逊 （1767-1845），第七任美国总统（1829-1837）                                                                                             | 16,775  | 641.45平方英里 （1,661平方公里）   | 標示出傑克遜縣位置的地圖     |
| 傑佛遜縣     | 069      | 派恩布拉夫               | 1829年11月2日  | 阿肯色縣和普瓦斯基縣                                                     | 托马斯·杰斐逊（1743-1826），第三任美国总统（1801-1809）                                                                                              | 67,260  | 913.70平方英里 （2,366平方公里）   | 標示出傑佛遜縣位置的地圖     |
| 約翰遜縣     | 071      | 克拉克斯維爾             | 1833年11月16日 | 波普縣和一小部分的麥迪遜縣                                               | 本傑明·約翰遜 （1784-1849），阿肯色州第一任聯邦地方法院法官                                                                                          | 25,749  | 682.74平方英里 （1,768平方公里）   | 標示出約翰遜縣位置的地圖     |
| 拉法葉縣     | 073      | 路厄斯維爾               | 1827年10月15日 | 亨普斯特德縣和哥倫比亞縣                                                 | 拉法耶特侯爵（1757-1834），美國獨立戰爭英雄和法國大革命領導者                                                                                        | 6,308   | 545.07平方英里 （1,412平方公里）   | 標示出拉法葉縣位置的地圖     |
| 勞倫斯縣     | 075      | 沃爾納特里奇             | 1815年1月15日  | 阿肯色縣和密蘇里州的新馬德里縣縣                                         | 詹姆斯·勞倫斯 （1781-1813），美國海軍軍官，在1812年戰爭中陣亡                                                                                        | 16,216  | 592.34平方英里 （1,534平方公里）   | 標示出勞倫斯縣位置的地圖     |
| 李縣         | 077      | 瑪麗安娜                 | 1873年4月17日  | 菲利普斯縣、門羅縣、克里滕登縣和聖弗朗西斯縣                             | 羅伯特·愛德華·李 （1807-1870），南北戰爭將領 | 8,600   | 619.47平方英里 （1,604平方公里）   | 標示出李縣位置的地圖         |
| 林肯縣       | 079      | 斯塔市                   | 1871年3月28日  | 阿肯色縣、布拉德利縣、迪沙縣、德魯縣和傑佛遜縣                           | 亚伯拉罕·林肯 （1809-1865），美国第十六任总统 (1861-1865)                                                                                            | 12,941  | 572.17平方英里 （1,482平方公里）   | 標示出林肯縣位置的地圖       |
| 利特爾里弗縣 | 081      | 阿什當                   | 1867年3月5日   | 塞維爾縣                                                                 | 利特爾河，紅河的其中一條支流 | 12,026  | 564.87平方英里 （1,463平方公里）   | 標示出利特爾里弗縣位置的地圖 |
| 洛根縣       | 083      | 布恩維爾和巴黎           | 1871年3月22日  | 富蘭克林縣、約翰遜縣、波普縣、斯科特縣和耶爾縣（此縣原名為薩伯縣）       | 詹姆斯·格根 （1791-1859），西阿肯色州的一名早期拓荒者                                                                                                | 21,131  | 731.50平方英里 （1,895平方公里）   | 標示出洛根縣位置的地圖       |
| 洛諾克縣     | 085      | 洛諾克                   | 1873年4月16日  | 普雷里縣和普瓦斯基縣                                                     | 縣治內的一個栎属品種「Lone Oak」 | 74,015  | 802.43平方英里 （2,078平方公里）   | 標示出洛諾克縣位置的地圖     |
| 麥迪遜縣     | 087      | 亨茨維爾                 | 1836年9月30日  | 華盛頓縣                                                                 | 詹姆斯·麦迪逊 （1751-1836），第四任美國總統 （1809-1817）                                                                                            | 16,521  | 837.06平方英里 （2,168平方公里）   | 標示出麥迪遜縣位置的地圖     |
| 馬里昂縣     | 089      | 耶爾維爾                 | 1835年11月3日  | 伊澤德縣                                                                 | 法蘭西斯·馬里昂 （1732-1795），美國獨立戰爭將領 | 16,826  | 640.39平方英里 （1,659平方公里）   | 標示出馬里昂縣位置的地圖     |
| 米勒縣       | 091      | 德克薩卡納               | 1820年4月1日   | 拉法葉縣                                                                 | 前身阿肯色領地米勒縣 （1820-1838），而該領地得名自詹姆斯·米勒 （1776-1851），阿肯色领地第一任州長                                                    | 42,600  | 637.48平方英里 （1,651平方公里）   | 標示出米勒縣位置的地圖       |
| 密西西比縣   | 093      | 布萊西維爾和奧西歐拉     | 1833年11月1日  | 克里滕登縣                                                               | 密西西比河 | 40,685  | 919.73平方英里 （2,382平方公里）   | 標示出密西西比縣位置的地圖   |
| 門羅縣       | 095      | 克拉侖頓                 | 1829年11月2日  | 菲利普斯縣和阿肯色縣                                                     | 詹姆斯·门罗 （1758-1831），第五任美國總統 （1817-1825）                                                                                              | 6,799   | 621.41平方英里 （1,609平方公里）   | 標示出門羅縣位置的地圖       |
| 蒙哥馬利縣   | 097      | 芒特艾達                 | 1842年12月9日  | 溫泉縣                                                                   | 理查德·蒙哥马利 （1738-1775），美國將領，在美國獨立戰爭中陣亡                                                                                        | 8,484   | 800.29平方英里 （2,073平方公里）   | 標示出蒙哥馬利縣位置的地圖   |
| 內華達縣     | 099      | 蒲萊斯考特               | 1871年3月20日  | 哥倫比亞縣、亨普斯特德縣和沃希托縣                                       | 美國西部的内华达州；該縣的外形與內華達州的外形相似，因以為名。                                                                                       | 8,310   | 620.78平方英里 （1,608平方公里）   | 標示出內華達縣位置的地圖     |
| 牛頓縣       | 101      | 傑斯珀                   | 1842年12月14日 | 卡洛爾縣                                                                 | 湯瑪斯·威洛比·牛頓 （1804-1853），一名阿肯色州參議院議員及來自阿肯色州的美國參議院議員                                                               | 7,225   | 823.18平方英里 （2,132平方公里）   | 標示出牛頓縣位置的地圖       |
| 沃希托縣     | 103      | 康登                     | 1842年11月29日 | 猶尼昂縣                                                                 | 沃希托河 | 22,650  | 739.63平方英里 （1,916平方公里）   | 標示出沃希托縣位置的地圖     |
| 佩里縣       | 105      | 佩里維爾                 | 1840年12月18日 | 康韋縣                                                                   | 奧利弗·哈澤德·佩里 （1785-1819），1812年戰爭海軍軍官                                                                                                 | 10,019  | 560.47平方英里 （1,452平方公里）   | 標示出佩里縣位置的地圖       |
| 菲利普斯縣   | 107      | 海倫娜-西海倫娜          | 1820年5月1日   | 阿肯色縣和勞倫斯縣                                                       | 西爾韋納斯·菲利普斯，一名阿肯色領地參議院議員 | 16,568  | 727.29平方英里 （1,884平方公里）   | 標示出菲利普斯縣位置的地圖   |
| 派克縣       | 109      | 默弗里斯伯勒             | 1833年11月1日  | 克拉克縣和亨普斯特德縣                                                   | 紀伯倫·蒙哥馬里·派克 （1779-1813），西方探險家 | 10,171  | 613.88平方英里 （1,590平方公里）   | 標示出派克縣位置的地圖       |
| 波因塞特縣   | 111      | 哈里斯堡                 | 1838年2月28日  | 格林縣和勞倫斯縣                                                         | 乔尔·罗伯茨·波因塞特 （1779-1851），美国战争部长 （1837-1841）以及當地的一品紅                                                                       | 22,965  | 763.39平方英里 （1,977平方公里）   | 標示出波因塞特縣位置的地圖   |
| 波爾克縣     | 113      | 明娜                     | 1844年11月30日 | 塞維爾縣                                                                 | 詹姆斯·K·波尔克 （1795-1849），美国第十一任总统 （1845-1849）                                                                                        | 19,221  | 862.42平方英里 （2,234平方公里）   | 標示出波爾克縣位置的地圖     |
| 波普縣       | 115      | 拉塞爾維爾               | 1829年11月2日  | 克勞福德縣                                                               | 約翰·波普 （1770-1845），阿肯色领地州長 | 63,381  | 830.79平方英里 （2,152平方公里）   | 標示出波普縣位置的地圖       |
| 普雷里縣     | 117      | 德薩克和德瓦尔斯布拉夫   | 1846年10月25日 | 阿肯色縣和普瓦斯基縣                                                     | 阿肯色州東部的大草原 | 8,282   | 675.76平方英里 （1,750平方公里）   | 標示出普雷里縣位置的地圖     |
| 普瓦斯基縣   | 119      | 小石城                   | 1818年12月15日 | 阿肯色縣和勞倫斯縣                                                       | 卡齐米日·普瓦斯基 （1745-1779），來自波兰的美國獨立戰爭上將，於薩凡納圍城戰中陣亡                                                                    | 399,125 | 807.84平方英里 （2,092平方公里）   | 標示出普瓦斯基縣位置的地圖   |
| 蘭道夫縣     | 121      | 波卡洪塔斯               | 1835年10月29日 | 勞倫斯縣                                                                 | 羅諾克的約翰·蘭道夫 （1773-1833），一名弗吉尼亚州的眾議員                                                                                            | 18,571  | 656.04平方英里 （1,699平方公里）   | 標示出蘭道夫縣位置的地圖     |
| 聖弗朗西斯縣 | 123      | 福雷斯特城               | 1827年10月13日 | 菲利普斯縣                                                               | 圣弗朗西斯河，密西西比河的其中一條支流 | 23,090  | 642.40平方英里 （1,664平方公里）   | 標示出聖弗朗西斯縣位置的地圖 |
| 薩林縣       | 125      | 本頓                     | 1835年11月2日  | 獨立縣和普瓦斯基縣                                                       | 當地帶鹹味的泉水 | 123,416 | 730.46平方英里 （1,892平方公里）   | 標示出薩林縣位置的地圖       |
| 斯科特縣     | 127      | 沃爾德倫                 | 1833年11月5日  | 克勞福德縣和波普縣                                                       | 安德魯·斯科特 （1789-1841），一名阿肯色州最高法院法官                                                                                                | 9,836   | 898.09平方英里 （2,326平方公里）   | 標示出斯科特縣位置的地圖     |
| 瑟西縣       | 129      | 馬歇爾                   | 1838年12月13日 | 馬里昂縣                                                                 | 理察·瑟西，一名來自勞倫斯縣的法官 | 7,828   | 668.51平方英里 （1,731平方公里）   | 標示出瑟西縣位置的地圖       |
| 錫巴斯琴縣   | 131      | 史密斯堡和格林伍德       | 1851年1月6日   | 克勞福德縣和Scott                                                        | 威廉·K·錫尼斯琴，一名來自阿肯色州的美國巡迴上訴法院法官                                                                                              | 127,799 | 546.04平方英里 （1,414平方公里）   | 標示出錫巴斯琴縣位置的地圖   |
| 塞維爾縣     | 133      | 德昆                     | 1828年10月17日 | 亨普斯特德縣                                                             | 安布洛斯·洪德利·塞維爾 （1801-1848），一名來自阿肯色州的美国参议院議員 （1836-1848）                                                                 | 15,839  | 581.35平方英里 （1,506平方公里）   | 標示出塞維爾縣位置的地圖     |
| 夏普縣       | 135      | 阿什弗拉特               | J1868年7月18日 | 勞倫斯縣                                                                 | 埃夫瑞姆·夏普 （1833-1904），一名當地的早期拓荒者 | 17,271  | 606.35平方英里 （1,570平方公里）   | 標示出夏普縣位置的地圖       |
| 斯通縣       | 137      | 芒廷維尤                 | 1873年4月21日  | 伊澤德縣、獨立縣、瑟西縣和范布倫縣                                       | 當地荒蕪崎嶇、多石的地形 | 12,359  | 609.43平方英里 （1,578平方公里）   | 標示出斯通縣位置的地圖       |
| 猶尼昂縣     | 139      | 埃爾多拉多               | 1829年11月2日  | 克拉克縣和亨普斯特德縣                                                   | 縣內居民建立該縣的精神、结合和团结 | 39,054  | 1,055.27平方英里 （2,733平方公里） | 標示出猶尼昂縣位置的地圖     |
| 范布倫縣     | 141      | 克林頓                   | 1833年11月11日 | 康韋縣、伊澤德縣和獨立縣                                                 | 马丁·范布伦 （1782-1862），第八任美國總統 （1837-1841）                                                                                              | 15,796  | 724.32平方英里 （1,876平方公里）   | 標示出范布倫縣位置的地圖     |
| 華盛頓縣     | 143      | 費耶特維爾               | 1828年10月17日 | 已被廢除的拉夫利縣                                                       | 乔治·华盛顿 （1732-1799），第一任美國總統 （1789-1797）                                                                                              | 245,871 | 951.72平方英里 （2,465平方公里）   | 標示出華盛頓縣位置的地圖     |
| 懷特縣       | 145      | 瑟西                     | 1835年10月23日 | 獨立縣、傑克遜縣和普瓦斯基縣                                             | 休伊·勞森·懷特 （1773-1840）來自田纳西州的美国参议院議員以及1836年美國總統選舉的輝格黨候選人                                                         | 76,822  | 1,042.36平方英里 （2,700平方公里） | 標示出懷特縣位置的地圖       |
| 伍德拉夫縣   | 147      | 奧古斯塔                 | 1862年11月26日 | 傑克遜縣和聖弗朗西斯縣                                                   | 威廉·E·伍德拉夫 （1795-1885），阿肯色州首位報紙印刷者                                                                                                | 6,269   | 594.05平方英里 （1,539平方公里）   | 標示出伍德拉夫縣位置的地圖   |
| 耶爾縣       | 149      | 達達尼爾和丹維爾         | 1840年12月5日  | 溫泉縣、波普縣和斯科特縣                                                 | 阿奇博尔德·耶爾 （1797-1847），第二任阿肯色州州長 （1840-1844）                                                                                      | 20,263  | 948.84平方英里 （2,457平方公里）   | 標示出耶爾縣位置的地圖       |

## 已消失的縣份

### 拉夫利縣（1827－1828）
拉夫利縣於1827年10月13日劃分自克勞福德縣。1828年的華盛頓條約割讓了縣內大部分的土地予印第安领地。1828年10月17日，剩餘的土地被更名為華盛頓縣。

### 阿肯色領地米勒縣（1820－1838）
此縣劃分自亨普斯特德縣。此後縣內大部分的北方土地均割讓予喬克托邦（今奧克拉荷馬州）；而剩餘的北方土地則在1828年被劃分為塞維爾縣。爾後南方的土地又再劃分予德克萨斯州。最終在1838年，縣內剩餘的土地被更名為拉法葉縣。

## 虛構的縣份

### 博根縣
博根縣是一個於電影《White Lightning》和《Dark Night of the Scarecrow》出現的虛構縣份。

### 迪森縣
迪森縣是一個於電影《追追追》中出現的虛構縣份。其「位於」71號美國國道和82號阿肯色州州道（此州道並不存在）之間的路口。

### 格林里弗縣
格林里弗縣是一個於電影《邪惡力量》中出現的虛構縣份。故事中山姆·溫徹斯特和迪恩·溫徹斯特在小石城（位於普瓦斯基縣）被拘捕，但卻在「格林里弗縣」中被拘留。

## 外部連結
- 阿肯色州政府的資源搜索 （页面存档备份，存于）